# Ígéretes fiatal nő
Az Ígéretes fiatal nő (eredeti cím: Promising Young Woman) 2020-as brit-amerikai filmdráma, forgatókönyvírója, rendezője és egyik producere Emerald Fennell. Világpremierje 2020. január 25-én volt a Sundance Filmfesztiválon, az Amerikai Egyesült Államokban 2020. december 25-én mutatták be, Magyarországon pedig 2021. május 20-án került mozikba az UIP-Dunafilm forgalmazásában.
2021-ben a filmet öt Oscar-díjra jelölték, többek között a legjobb film, a legjobb rendező és a legjobb színésznő (Mulligan) kategóriákban, közülük az író-rendező Fennell vehette át a legjobb eredeti forgatókönyvért járó díjat a 93. Oscar-gálán. Ezen felül négy Golden Globe-, valamint hat brit filmakadémiai jelölést kapott, amelyek közül elnyerte a legjobb brit filmnek és a legjobb forgatókönyvnek járó BAFTA-díjat.

## Rövid történet
A film a fiatal és csinos Cassie-ről szól, akinek életében semmi sem felel meg a látszatnak. Bár okos és csábító, sötétedés után titkos kettős életet él, hogy helyrehozza a múlt hibáit.

## Cselekmény
Cassandra (Cassie) Thomas 30 éves nő. Nincsenek barátai, nem jár senkivel, otthon él szüleivel. Egykor orvosi egyetemre járt, de abbahagyta tanulmányait, miután barátnője, Nina Fisher öngyilkos lett. Tettének oka: egyik osztálytársuk Alexander (Al) Monroe leitatta és a kollégiumi szobájában mások szeme láttára megerőszakolta; az egyetemi társai nem álltak ki a lány mellett, az intézmény vezetése és az igazságszolgáltatás pedig – bizonyíthatóság hiányában – nem foglalkozott a panasszal.
Cassie éjjelente klubokba jár és részegséget színlel, hogy a férfiak hazavigyék. Amikor azok megpróbálják kihasználni magatehetetlen állapotát, felfedi józanságát és szembeszáll velük. Otthon noteszbe húzza a strigulákat, s jegyzi fel a kliensek nevét.
A kávézóba, ahol Cassie dolgozik, egy nap betér egykori osztálytársa, a gyermekorvos Ryan Cooper. Felelevenítik emlékeiket, és az első randin a fiú megemlíti, hogy tartja a kapcsolatot egykori csoporttársaival, most éppen Al legénybúcsújára készülnek. Cassie úgy dönt, itt az ideje, hogy bosszút álljon azokon, akik felelősek Nina megerőszakolásáért és haláláért.
Elsőnek volt barátnőjét, Madison McPhee-t hívja meg ebédre, aki nem hitte Nina vádját. Lerészegíti, majd megkér egy férfit, vigye fel a nőt a szállodai szobájába. Az eset után Cassie többé nem fogadja Madison üzeneteit.
Cassie ezután Elizabeth Walkert, az orvosi egyetem dékánját veszi célba, aki bizonyíték hiányában elutasította Nina panaszát. Cassie egy olyan rockbanda sminkesének adja ki magát, amelyet Walker tinédzser lánya, Amber imád. Becsalja kocsijába és magával viszi. Ezután Walker irodájába megy azzal az ürüggyel, hogy folytatni kívánja tanulmányait; kikérdezi a dékánt Nina egyetemről való távozásáról, majd a halálához vezető eseményekről. Amikor Walker elmagyarázza, miért nem látta bizonyítottnak Nina panaszát, Cassie elmondja neki, hogy Ambert egy részeg diákkal együtt éppen abban a kollégiumi szobában hagyta, ahol Ninát is megerőszakolták. A dékán megrettenve attól, hogy kiskorú lánya veszélyben van, belátja hibáját és bocsánatot kér egykori tétlenségéért. Cassie ekkor megnyugtatja, hogy Amber biztonságban van, s egy közeli étteremben várja.
Harmadikként Cassie Al ügyvédjét, Jordan Greent keresi fel, aki annak idején azért zaklatta Ninát, hogy vonja vissza vádjait. A férfi elmondja, már várta őt, mert nagyon megbánta, amit tett, s bűntudata miatt súlyos depresszióban szenved. Látva a férfi őszinte megbánását, Cassie végül nem küldi be hozzá azt a férfit, akit azért bérelt fel, hogy ellássa a baját. Miután találkozott Nina édesanyjával, aki azt kérte tőle, tegye végre túl magát barátnője elvesztésén, úgy tűnik, Cassie felhagy bosszútervével.
Közben a lány folytatja romantikus kapcsolatát Ryannel, akit még szüleinek is bemutat. Egy nap Madison várja a hazatérő Cassie-t, kétségbe esetten kérve, mondja el, mi történt ebédjük után. Cassie megnyugtatja, hogy valójában nem történt semmi, és sajnálja, hogy megijesztette. Madison megnyugszik; egy régi telefont nyújt át Cassie-nek, amelyen Nina megerőszakolásáról készült videó van, majd megtiltja a lánynak, hogy újra kapcsolatba lépjen vele. A videót nézve Cassie megdöbbenve fedezi fel a nézők között Ryant, aki úgy tűnik, jól szórakozik a látványon. Következő találkozójukon megfenyegeti a fiút, hogy elküldi minden ismerősének a videót, ha nem árulja el, hol lesz Al legénybúcsúja. A karrierjét féltő Ryan végül elmondja, bár továbbra is azt állítja, hogy csak passzív szemlélője volt az eseményeknek.
Cassie ápolónői jelmezben, sztriptíztáncosnőként érkezik Al legénybúcsújára. Bedrogozza a fiú barátait, Alt pedig felviszi az emeletre. Odabilincseli az ágyhoz és felfedi magát. Amikor azonban megpróbálja Nina nevét Al hasára vésni, a fiú kiszabadítja egyik kezét és egy párnával megfojtja a lányt. Másnap reggel Al barátja, Joe segít a közeli patak partján elégetni Cassie holttestét.
Cassie szülei bejelentik a lány eltűnését; a rendőrség nyomozni kezd. Felkeresik Ryant is, ám ő nem árulja el, hova mehetett Cassie, sőt ráerősít arra a feltevésre, hogy a lány lelkileg instabil, s valószínűleg öngyilkos lett.
Al esküvői fogadásán kiderül, hogy Cassie elküldte a Nina megerőszakolását tartalmazó telefont Greennek egy levél kíséretében, megírva, mire készül, és ki lenne a felelős, ha eltűnne. A rendőrök így megtalálják megégett maradványait, letartóztatják az ünneplő ifjú férjet, Ryan pedig több sms-t kap Cassie-től, a saját és Nina nevében, melyekből megtudhatta: a lány mindent előre kitervelt.

## Szereplők
| Szerep                                           | Színész                  | Magyar hang        |
| ------------------------------------------------ | ------------------------ | ------------------ |
| Cassandra „Cassie” Thomas                        | Carey Mulligan           | Bogdányi Titanilla |
| Ryan Cooper                                      | Bo Burnham               | Fehér Tibor        |
| Madison McPhee                                   | Alison Brie              | Csuha Borbála      |
| Stanley Thomas                                   | Clancy Brown             | Borbiczki Ferenc   |
| Susan Thomas                                     | Jennifer Coolidge        | Orosz Anna         |
| Gail                                             | Laverne Cox              | Pálmai Anna        |
| Alexander „Al” Monroe                            | Chris Lowell             | Markovics Tamás    |
| Elizabeth Walker dékán                           | Connie Britton           | Spilák Klára       |
| Jerry                                            | Adam Brody               | Előd Álmos         |
| Neil                                             | Christopher Mintz-Plasse | Elek Ferenc        |
| Jordan Green ügyvéd                              | Alfred Molina            | Schneider Zoltán   |
| Fisherné, Nina anyja                             | Molly Shannon            | Csere Ágnes        |
| Joe Macklemore                                   | Max Greenfield           | Szabó Máté         |
| Paul                                             | Sam Richardson           |                    |
| Lincoln Waller nyomozó                           | Steve Monroe             |                    |
| Todd                                             | Angela Zhou              |                    |
| Amber                                            | Francisca Estevez        |                    |
| Anastasia                                        | Austin Talynn Carpenter  |                    |
| a „szopós ajkak” sminkbemutató videó házigazdája | Emerald Fennell          |                    |

## Fontosabb díjak és jelölések
Oscar-díj (2021)
- díj: Emerald Fennell (Oscar-díj a legjobb eredeti forgatókönyvnek)
- jelölés: legjobb film
- jelölés: Emerald Fennell (legjobb rendező)
- jelölés: Carey Mulligan (legjobb női főszereplő)
- jelölés: Frédéric Thoraval (legjobb vágás)

Golden Globe-díj (2021)
- jelölés: legjobb filmdráma
- jelölés: Carey Mulligan (legjobb női főszereplő)
- jelölés: Emerald Fennell (legjobb rendező)
- jelölés: Emerald Fennell (legjobb forgatókönyv)

BAFTA-díj (2021)
- díj: legjobb brit filmnek
- díj: Emerald Fennell (legjobb eredeti forgatókönyv)
- jelölés: legjobb film
- jelölés: Mary Vernieu és Lindsay Graham Ahanonu (legjobb szereposztás)
- jelölés: Frédéric Thoraval (legjobb vágás)
- jelölés: Anthony Willis (legjobb filmzene)

Egyéb
- 2020 díj: Los Angeles-i Filmkritikusok Szövetségének díja (Emerald Fennell – legjobb forgatókönyv; Carey Mulligan – legjobb színésznő)
- 2020 díj: Chicagói Filmkritikusok Szövetségének díja (Emerald Fennell – Milos Stehlik-díj ígéretes filmkészítőnek)
- 2020 díj: Floridai Filmkritikusok Körének díja (Emerald Fennell – legjobb film)
- 2021 díj: AACTA-díj a legjobb nemzetközi filmnek[4]
- 2021 díj: AACTA-díj a legjobb nemzetközi színésznőnek (Carey Mulligan)
- 2021 díj: Amerikai Forgatókönyvírók Céhének díja (Emerald Fennell – legjobb eredeti forgatókönyv)
- 2021 díj: Amerikai-kanadai kritikusok filmdíja (Emerald Fennell – legjobb eredeti forgatókönyv; Carey Mulligan – legjobb színésznő)
- 2021 díj: Dorian-díj [5] (Emerald Fennell – legjobb forgatókönyv; Carey Mulligan – legjobb színésznő)
- 2021 díj: Independent Spirit Award (Emerald Fennell – legjobb forgatókönyv; Carey Mulligan – legjobb női főszereplő)
- 2021 díj: Hollywoodi Filmkritikusok Szövetségének díja (legjobb film; Carey Mulligan – legjobb színésznő; Emerald Fennell – legjobb eredeti forgatókönyv, legjobb elsőfilm és felemelkedő filmkészítő)
- 2021 díj: Jelmeztervezők Céhének díja (Nancy Steiner – kiválóságáért kortárs filmben)
- 2021 díj: Santa Barbarai Nemzetközi Filmfesztivál (Carey Mulligan – Cinema Vanguard-díj)
- 2021 díj: Seatlle-i Filmkritikusok Szövetségének díja (Emerald Fennell – legjobb forgatókönyv)